# Lázaro Cárdenas del Río
Lázaro Cárdenas del Río (21. května 1895, Jiquilpán de Juárez, Michoacán – 19. října 1970, Ciudad de México) byl mexický generál v době Mexické revoluce a prezident Mexika v letech 1934–1940. Významnými kroky jeho vlády bylo znárodnění ropného průmyslu v roce 1938 a vytvoření státní firmy PEMEX a rovněž oživení pozemkové reformy a přidělení půdy malým vlastníkům.
Byl indiánského původu a dostalo se mu pouze základního vzdělání.
Je po něm pojmenován park na Maďarské ulici v Praze-Bubenči.

## Vyznamenání
- Řád Bílého lva I. třídy s řetězem – Československo, 1937
- velkokříž Řádu Carlose Manuela de Céspedes – Kuba[6]
- Řád Playa Girón in memoriam – Kuba, 1975[7]